# Indra Birowo
Indra Birowo, född 9 januari 1973 i Jakarta är en indonesisk skådespelare. 

## Filmografi
- 2005 – The Year of Living Vicariously
- 2005 – Gie
- 2005 – Banyu Biru
- 2004 – Romantic
- 2003 – Arisan!
- 2001 – Tragedi
- 2000 – Bintang jatuh
- 1999 – Lupus Millenia (tv-serie)